# シャトールー＝レザルプ
シャトールー＝レザルプ （Châteauroux-les-Alpes）は、フランス、プロヴァンス＝アルプ＝コート・ダジュール地域圏、オート＝アルプ県のコミューン。

## 地理
アンブランの北東7kmのところにある。セール・ポンソン湖の東端から8km離れている。
国道94号ギャップ・ブリアンソン・モンジュネーヴル線はシャトールー＝レザルプを回避する。1995年以降、この村は地域圏議会議長ジャン＝クロード・ゴーダンによって開通された迂回路の恩恵を受けている。

## 由来
1150年、Castrum Rodulphiと公文書に記された。これはラテン語で『ロドルフの城』を意味している。
1996年8月7日のデクレにより、シャトールーからシャトールー＝レザルプとなった。

## 経済
1988年以降、実験的にブドウ畑がコミューンに作られた。ペイ・デ・オート・アルプワインの改良のためである。ブドウ畑は地元の生産者、自治体、エクラン国立公園がサポートしている。ブドウ畑での試験栽培の目的は、8品種のテストである。ジャケール、アルテス、マルサヌ、シャルドネ、シャザン、ル・ミュレー・テュルゴ、ピノ・ノワール、ピノ・グリである。高山気候に最も適した品種を見つけるのが目的である。最近の収穫実験は、ジャケール、アルテス、マルサヌで行われた。

## 人口統計
| 1962年 | 1968年 | 1975年 | 1982年 | 1990年 | 1999年 | 2007年 | 2013年 |
| ------ | ------ | ------ | ------ | ------ | ------ | ------ | ------ |
| 736    | 683    | 578    | 649    | 766    | 927    | 1097   | 1110   |

参照元:1962年から1999年までは複数コミューンに住所登録をする者の重複分を除いたもの。それ以降は当該コミューンの人口統計によるもの。1999年までEHESS/Cassini、2006年以降INSEE。

## 観光

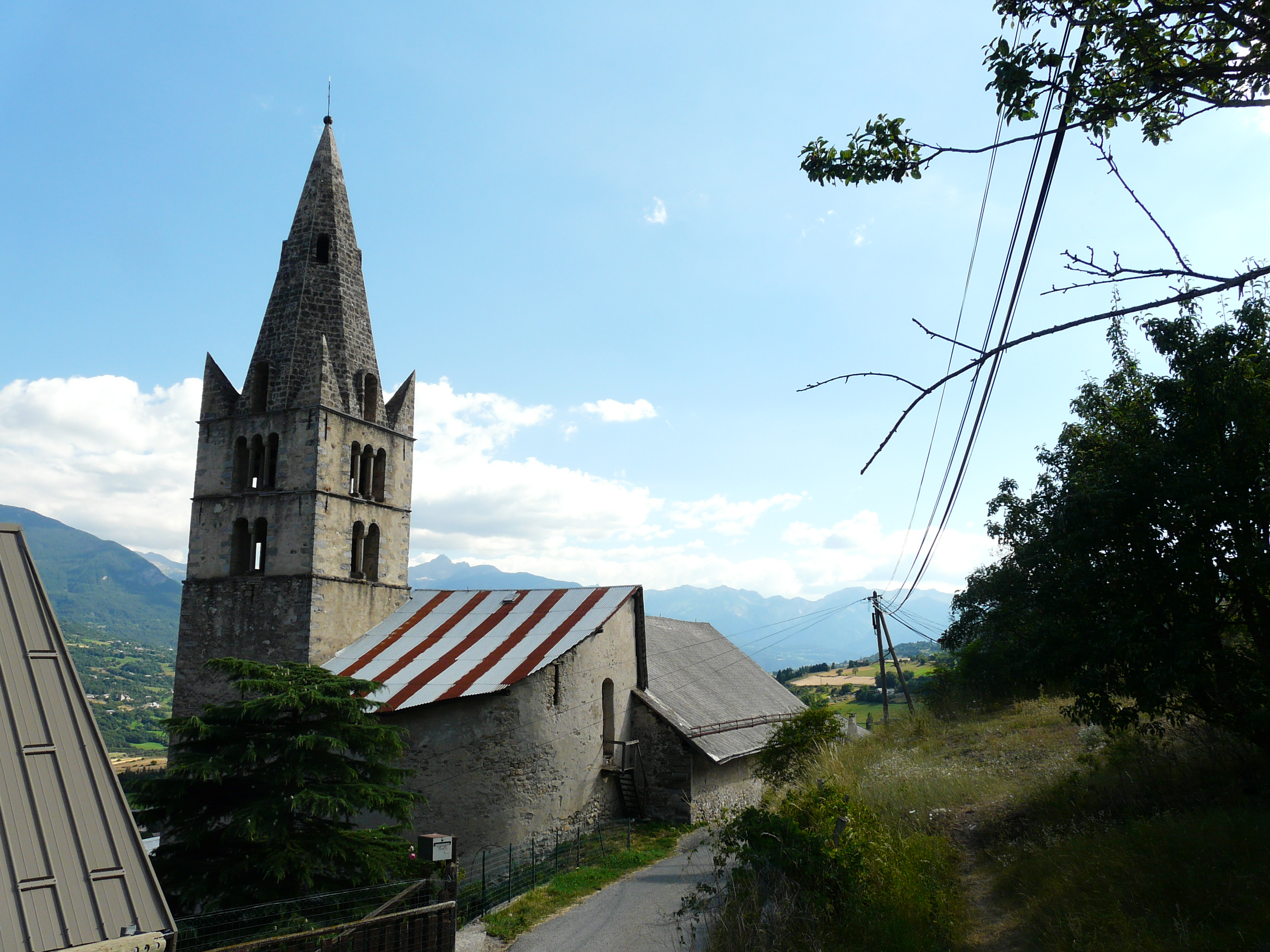
サン・マルスラン教会

シャトールー＝レザルプの最も驚くべき場所は、エクラン国立公園内のピス滝である。これはディストロワ谷から渓流で流れる。サン・マルスラン集落のサン・マルスラン教会はフランス歴史文化財指定されている。